# Ton van Loon

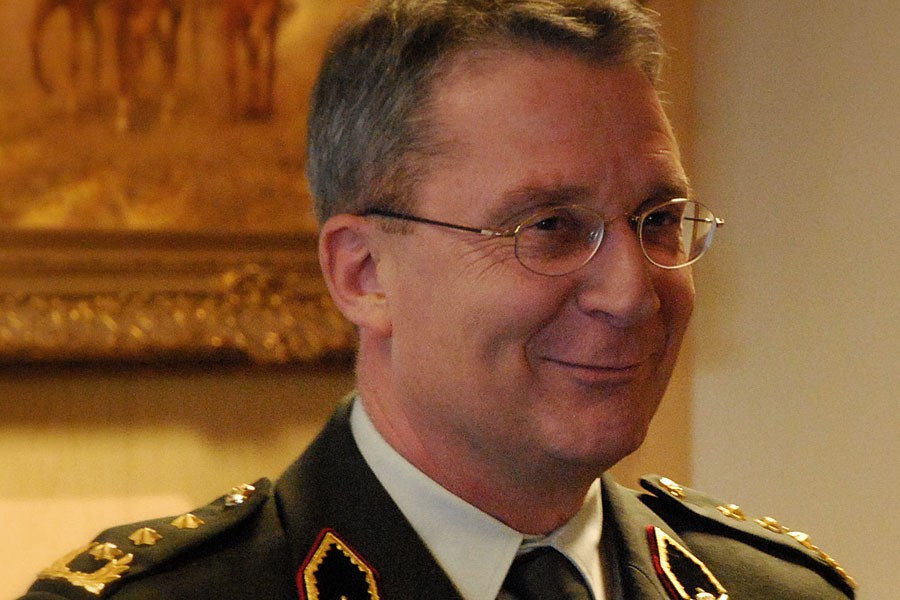
Ton van Loon

Antonie Johannes Hendrikus („Ton“) van Loon (* 10. Oktober 1956 in Weert) ist ein ehemaliger niederländischer Offizier. Er war Generalleutnant und hatte von 1. November 2006 bis 1. Mai 2007 die Kontrolle über die International Security Assistance Force (ISAF), Regional Command South (RC-S). Vom 13. April 2010 bis zum 25. September 2013 war er Kommandeur des I. Deutsch-Niederländischen Corps und ging danach in den Ruhestand.
Seit seinem Ausscheiden aus dem Dienst ist er Berater unter anderem der NATO und beim German Institute of Development and Sustainability.
Van Loon studierte an der Koninklijke Militaire Academie. Er ist verheiratet und hat zwei Kinder.

## Auszeichnungen
- Orden von Oranien-Nassau
- Ehrenkreuz der Bundeswehr in Gold
- NATO Meritorious Service Medal
- 2013: Großes Verdienstkreuz mit Stern der Bundesrepublik Deutschland